# Сергуловка
Сергуловка — река в России, протекает по Свердловской области. Устье реки находится в 432 км по левому берегу реки Пышма, у с. Новопышминское. Длина реки составляет 10 км.

## Данные водного реестра
По данным государственного водного реестра России относится к Иртышскому бассейновому округу, водохозяйственный участок реки — Пышма от Белоярского гидроузла и до устья, без реки Рефт от истока до Рефтинского гидроузла, речной подбассейн реки — Тобол. Речной бассейн реки — Иртыш.
Код объекта в государственном водном реестре — 14010502212111200007730.

## Населённые пункты
- д. Сергуловка
- с. Новопышминское